# Spadafora
Spadafora (Spatafora in siciliano) è un comune italiano di 4 601 abitanti della città metropolitana di Messina in Sicilia.
Si estende lungo la SS 113 tra Rometta Marea e Venetico Marina.

## Storia

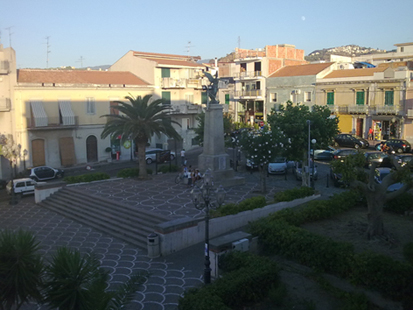
Piazza Vittorio Emanuele III, Monumento ai caduti

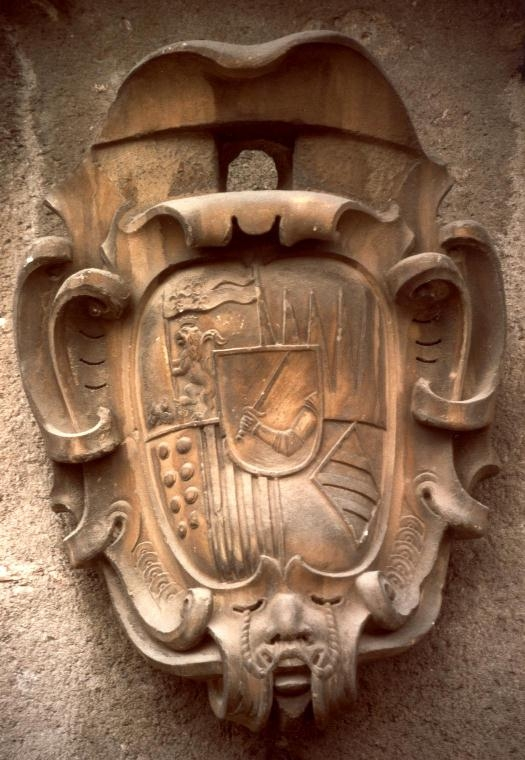
Stemma soprastante l'ingresso del castello

Il paese prende il nome da un nobile casato che ne conquistò il territorio nel 1459, ma le sue origini di centro abitato e di luogo di ferventi attività agricole, commerciali e marinare risalgono a tempi molto più antichi, ad insediamenti primitivi coincidenti con la nascita dell'agricoltura.
La vocazione primaria di Spadafora divenne, ben presto, quella marinara. Sembra che la sua spiaggia fosse molto frequentata dai Fenici, data la sua posizione strategica tra Capo Milazzo e le coste calabre.
Durante il periodo degli insediamenti greci, alla popolazione indigena si unirono gli elleni, creando un grosso centro sicilioto non molto distante da Imera, importante centro di cultura e di commercio fondato dai greci.
Sotto i romani le vaste colture a grano scomparvero e la zona divenne quasi deserta. Patì, con il resto dei paesi del litorale tirrenico, le incursioni barbariche; poi conobbe una lunga fase pacifica nell'epoca bizantina. Il periodo più ricco per il territorio di Spadafora fu indubbiamente quello arabo. I fenici ed i greci avevano fatto di Spadafora un centro di cultura. Gli arabi lo portarono al massimo splendore e valorizzarono le campagne con la costruzione di acquedotti che trasportavano l'acqua dei torrenti nei campi coltivati.
La città divenne anche un importante centro d'importazione delle mercanzie arabe.
Con la dominazione normanna, Spadafora divenne il centro abitato di una baronia, elevata in seguito a principato sotto i principi Spadafora, che diedero anche il nome alla cittadina.
Con la dominazione sveva, Spadafora mantenne le caratteristiche dell'epoca precedente; la sua decadenza iniziò durante il periodo angioino.
Nella lotta contro i francesi diede il suo contributo mandando numerosi volontari alla difesa di Messina. Come il resto della Sicilia decadde nell'epoca aragonese e del vicereame.
A causa del trasferimento del principe a Palermo, allora luogo di delizie della nobiltà sicula, il suo vasto territorio fu affidato ai gabelloti, con conseguenze nefaste per l'agricoltura e per la vita sociale.
Dopo il terremoto di Messina del 1783, gruppi di valorosi spadaforesi, via mare, portarono aiuto al capoluogo.
Da quanto si è potuto rilevare dagli archivi comunali, nell'anno 1817 Spadafora, all'epoca frazione di San Martino, ottenne il trasferimento della sede municipale e il comune venne rinominato Spadafora San Martino. Il primo registro dello Stato civile del Comune risale, infatti, proprio al 1817.
Nel 1848 anche Spadafora contribuì al tentativo di liberazione dall'occupazione borbonica. Durante la notte del 28 gennaio una squadra a cavallo e bene armata di "picciotti", guidata dai maggiorenni del paese, fu inviata a Messina, dove si distinse in estenuanti giornate di battaglia fino allo sfortunato epilogo che vide la caduta di Messina, il 7 settembre 1848.
Nel 1860, dopo lo sbarco di Garibaldi, giovani volontari spadaforesi si nascosero in un luogo tra Santa Lucia del Mela e San Filippo, aspettando l'esercito garibaldino, nel quale si arruolarono, partecipando alla grande battaglia di Milazzo il 20 luglio 1860, che aprì la via all'unità d'Italia.
Nel 1929 il comune di Spadafora San Martino venne riunito a quelli di Valdina e Venetico per costituire il nuovo comune di Spadafora; quando nel 1940 il comune di Venetico fu ricostituito, il territorio che fu di Valdina venne aggregato a Roccavaldina, riportando il comune (la cui denominazione rimase Spadafora) ai vecchi confini.

### Simboli
Lo stemma e il gonfalone sono stati concessi con decreto del presidente della Repubblica del 25 marzo 1993.
Il gonfalone è un drappo di bianco.

## Monumenti e luoghi d'interesse

### Architetture religiose

#### Chiesa di San Giuseppe

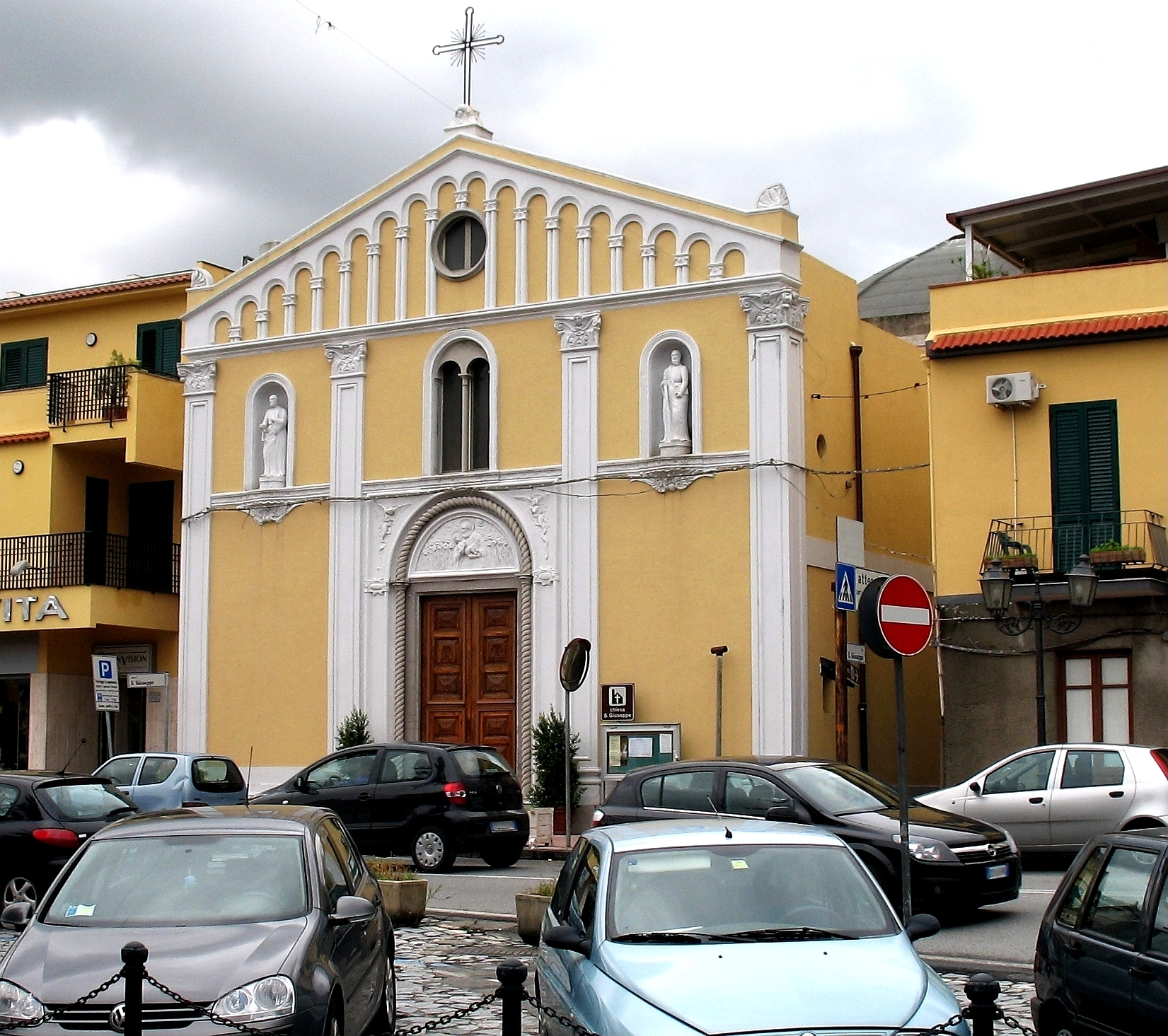
Spadafora: Chiesa di San Giuseppe

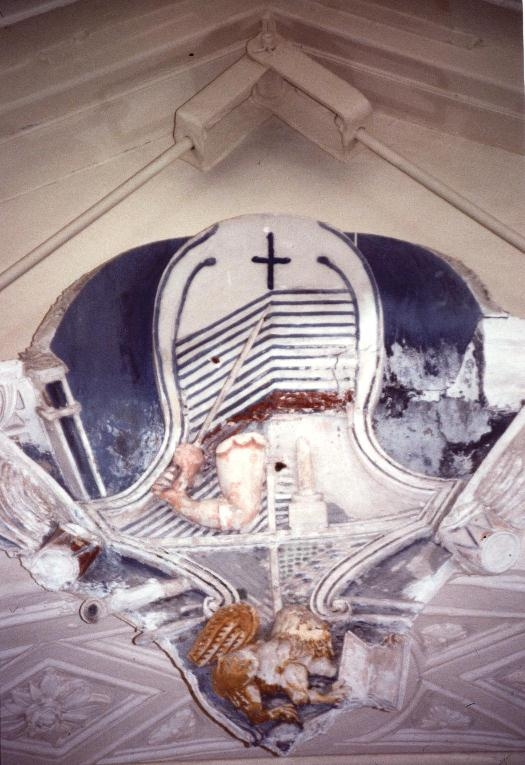
Stemma nella Chiesa di San Giuseppe

Costruita intorno alla fine del '500, la chiesa di San Giuseppe era originariamente la cappella di famiglia dei Principi Spadafora. In anni successivi subì modifiche ed ampliamenti nel corso delle quali furono costruite la volta e la sacrestia. La statua di San Giuseppe, scultura in legno, è stata costruita da Antonio Zuccaro nel 1860 come si legge nell'iscrizione nella base del simulacro di San Giuseppe (vicino al piede sinistro). La statua dell'Immacolata è anch'essa in legno, mentre le statue del Sacro Cuore di Gesù, di Sant'Antonio, di San Giovanni Battista e della Madonna del Rosario sono realizzate in cartapesta.

#### Chiesa del Sacro Cuore di Gesù

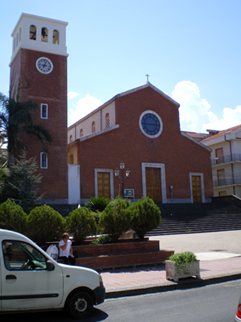
Spadafora: Chiesa del Sacro Cuore di Gesù

La chiesa del Sacro Cuore di Gesù deve il suo nome all'episodio di cui fu testimone Santa Maria Margherita Lacoque, cui apparve 
Gesù con il cuore in mano.
L'apparizione è rievocata dal pittore Bonanno di Messina nel 1945 su una tela posta sopra l'altare maggiore.
La chiesa è stata realizzata tra il 1937 ed il 1939 dall'ing. Barbaro di Messina, su proprio progetto, in stile romanico.
L'apertura al culto è del 1940. 
Originariamente fu costruito solo l'altare maggiore; solo successivamente furono realizzati l'altare di destra sormontato da un 
crocifisso ligneo, opera di scultori di Ortisei, e quello di sinistra, dedicato alla Madonna di Lourdes, la cui statua è opera 
degli stessi scultori ed è circondata da una grotta realizzata in cemento da un mastro muratore di Giarre nel 1947. 
Risale allo stesso periodo la realizzazione degli altari laterali, sormontati dalle icone di Sant'Antonio, della Madonna del 
Carmine, della Sacra Famiglia, di Santa Teresa del Bambino Gesù e di Santa Rita.

### Architetture militari

#### Castello Samonà

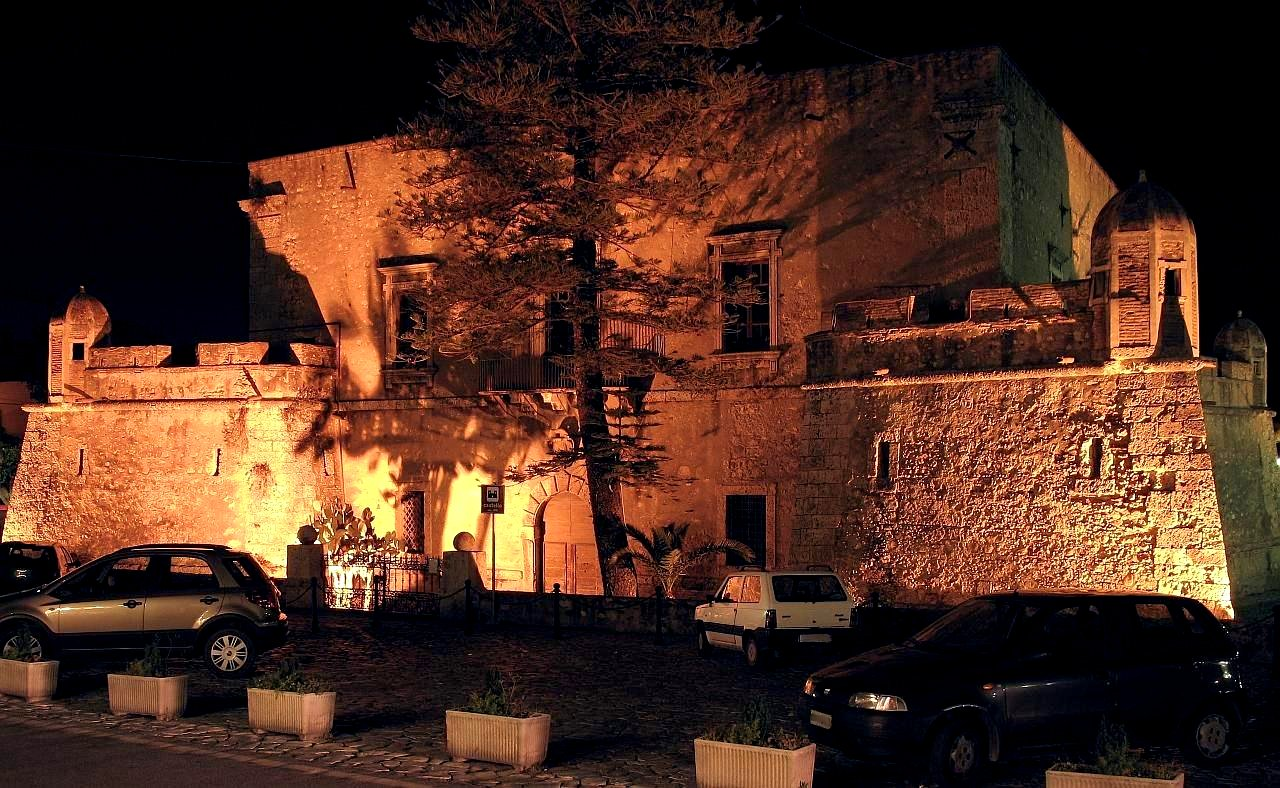
Spadafora: Il Castello.

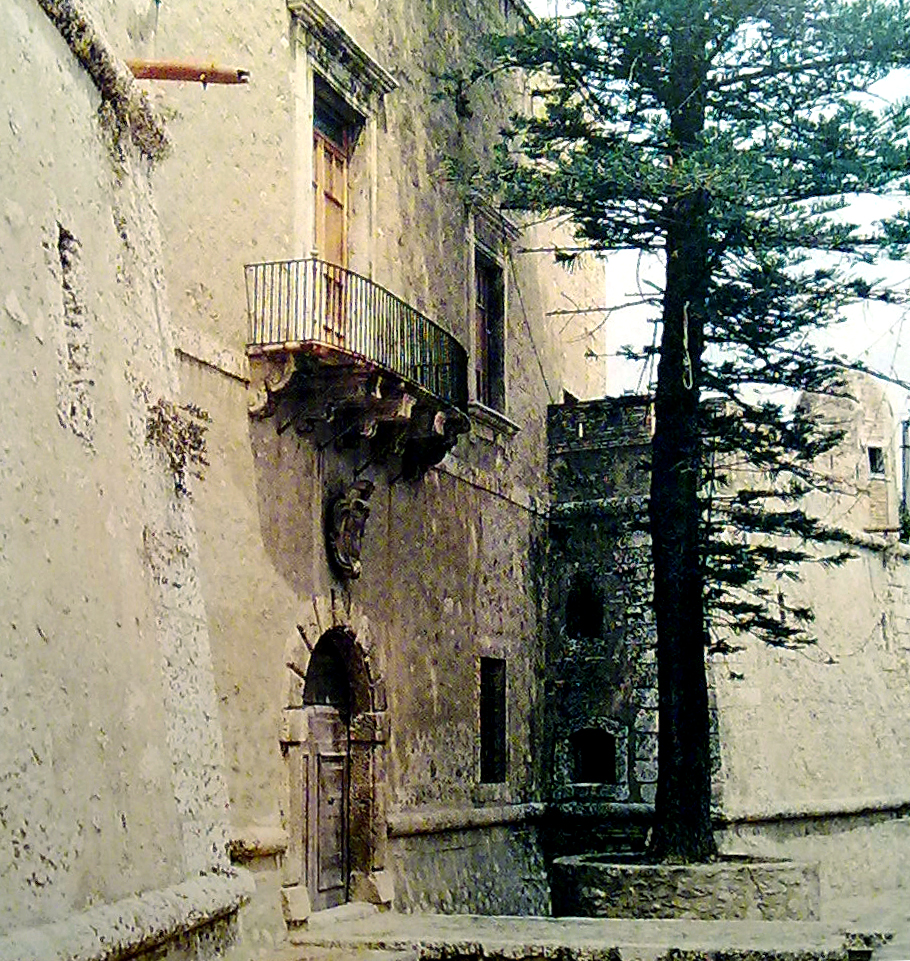
Spadafora: Ingresso del Castello.

Al centro della città di Spadafora sorge l'omonimo castello, la cui struttura si fa risalire alla seconda metà del sec. XV.
In origine, secondo alcuni, fu solo una torre di avvistamento, avamposto del castello di Venetico, posto in collina e dimora 
del feudatario. La fortificazione è chiamata anche Castello Samonà, in ricordo dei suoi ultimi proprietari, titolari anche dello stesso castello di Venetico, ridotto oramai a rudere. 
La leggenda vuole che un passaggio sotterraneo segreto mettesse in comunicazione le due fortificazioni, permettendo il passaggio di 
soldati e prigionieri. Carmelo e Caterina Samonà, a questo proposito, a seguito della distruzione del Castello di Venetico durante il terremoto del 1908, trasferirono quanto era rimasto intatto nel vicino castello di Spadafora, salvandolo da sciacalli e dalle intemperie.
Probabilmente la torre fu ampliata o ricostruita intorno al '500 dall'architetto fiorentino Camillo Camilliani, divenendo quel castello di cui rimane oggi solo la parte centrale, che rappresenta il più importante patrimonio artistico-culturale di Spadafora. Il castello venne restaurato una prima volta nel '600. 
I quattro imponenti speroni angolari a forma trapezoidale sono contornati, nella parte superiore, da caratteristiche merlature, nei cui interspazi venivano piazzate le bocche dell'artiglieria. 
Nelle estremità angolari di ciascun sperone si ergono le casematte, a protezione dei soldati di guardia.
Le feritoie sottostanti venivano usate come saetterie in occasioni di assalti al castello.
Il fossato che lo circonda è ancora oggi contornato da un robusto muro di cinta.
Il Castello è stato abitato dalla famiglia Samonà fino alla fine degli anni Sessanta del Novecento. Dopo la perdita del Castello da parte dei suoi proprietari, l'antico maniero è stato per anni vittima dell'incuria delle amministrazioni che si sono succedute. Il Castello, infine, è stato recentemente restaurato a cura della Soprintendenza per i beni ambientali di Catania e successivamente dalla Soprintendenza di Messina, dopo l'acquisizione della Regione Siciliana. 
Con questi incauti restauri, l'antico splendore che sicuramente offriva ai propri visitatori l'interno del castello, è andato perso.

## Società

### Evoluzione demografica
Abitanti censiti

## Cultura

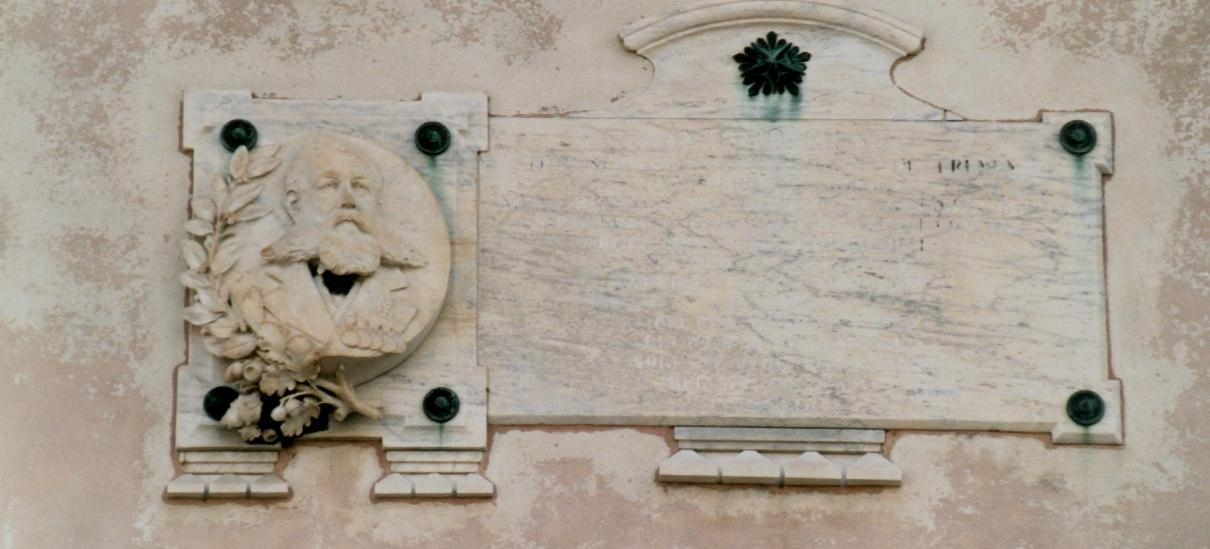
Spadafora: Epigrafe del Dott. Antonino Giunta

San Giuseppe, patrono di Spadafora, si celebra con festeggiamenti la domenica successiva al terzo giovedì di luglio per 4 giorni, anticamente 
in coincidenza con la tradizionale fiera del bestiame, tradizione che oggi è andata persa.
Durante questo periodo, specialmente il sabato e la domenica, la città viene invasa da venditori ambulanti, giostre e giochi, 
visitatori e turisti provenienti da tutto il litorale tirrenico della provincia.
Fin dal primo giorno vengono organizzati giochi tradizionali, gare sportive, spettacoli, concerti, intrattenimenti sociali che 
hanno il loro culmine nel fantasmagorico ed esplosivo spettacolo dei giochi pirotecnici, la domenica notte, che conclude 
la festa del santo.
Domenica pomeriggio la statua di S. Giuseppe ornata di fiori, accompagnata dalla banda musicale, viene letteralmente contesa per il 
trasporto. Dopo aver fatto un lungo giro per le vie del paese di Spadafora, viene rivolta verso il mare e benedetta, dopo di che fa ritorno nella chiesa di San Giuseppe, di fronte al castello, mentre le campane suonano a festa.

## Economia
Un tempo l'economia di Spadafora si basava principalmente sull'agricoltura dell'entroterra e sulla pesca lungo la costa, inoltre, una certa importanza economica era data dalla presenza di un caricatoio di merci del quale si servivano i paesi del vicino entroterra.
In epoca moderna, la costruzione dalla Strada Statale 113, richiamando gli abitanti dei centri collinari ha favorito lo sviluppo 
urbanistico di Spadafora e ha decretato la cessazione della sua funzione di caricatoio, anche le attività legate alla pesca sono 
diminuite d'importanza.
Oggi l'economia locale si basa principalmente sulle attività commerciali e sul turismo estivo.

## Amministrazione

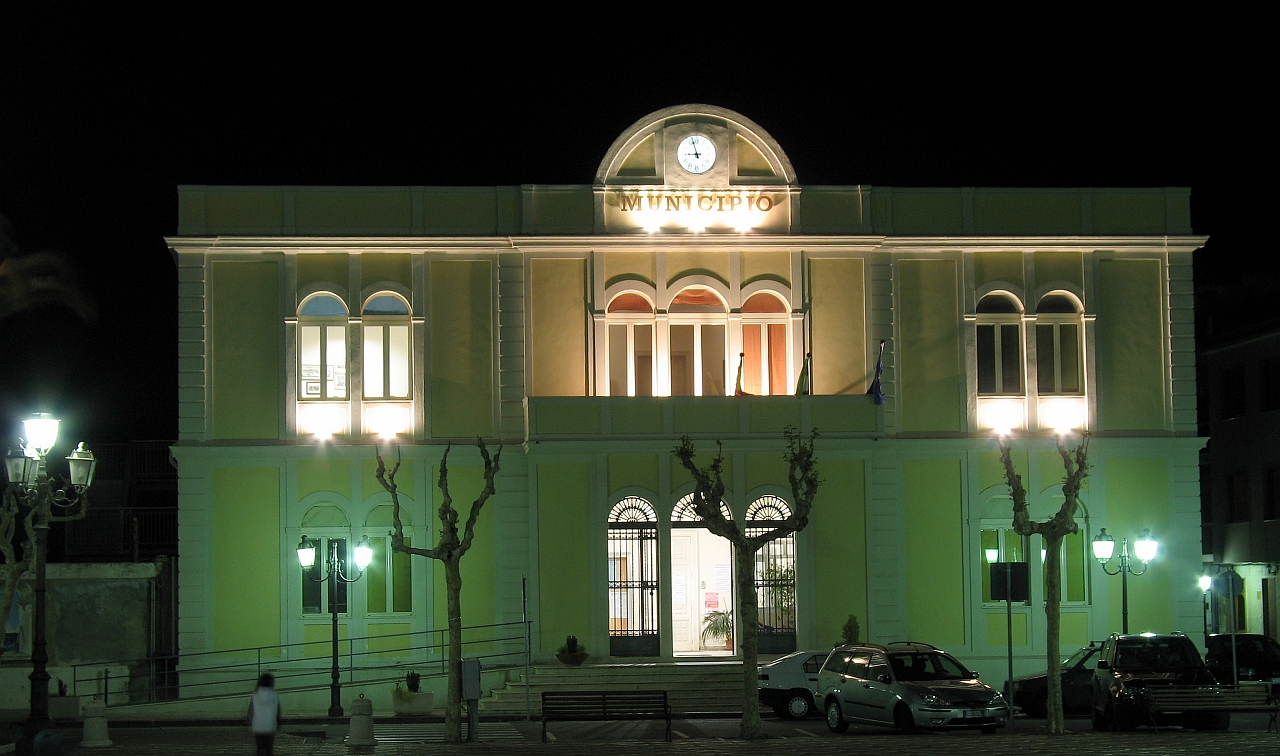
Spadafora: Il Municipio.

Di seguito è presentata una tabella relativa alle amministrazioni che si sono succedute in questo comune.
| Periodo          | Periodo          | Primo cittadino     | Partito              | Carica  | Note  |
| ---------------- | ---------------- | ------------------- | -------------------- | ------- | ----- |
| 22 novembre 1988 | 22 maggio 1990   | Agatino Casale      | Democrazia Cristiana | Sindaco | [ 8 ] |
| 22 maggio 1990   | 31 marzo 1993    | Domenico Squadrito  | Democrazia Cristiana | Sindaco | [ 8 ] |
| 31 marzo 1993    | 14 giugno 1994   | Rosario Sindoni     | Democrazia Cristiana | Sindaco | [ 8 ] |
| 18 giugno 1994   | 25 maggio 1998   | Tommaso Pantò       | -                    | Sindaco | [ 8 ] |
| 25 maggio 1998   | 26 novembre 2001 | Salvatore Lizio     | lista civica         | Sindaco | [ 8 ] |
| 26 novembre 2001 | 6 agosto 2003    | Giuseppe Pappalardo | lista civica         | Sindaco | [ 8 ] |
| 16 giugno 2004   | 8 giugno 2009    | Giovanni Giaimis    | lista civica         | Sindaco | [ 8 ] |
| 8 giugno 2009    | 27 maggio 2014   | Giuseppe Pappalardo | lista civica         | Sindaco | [ 8 ] |
| 28 maggio 2014   | 28 aprile 2019   | Giuseppe Pappalardo | lista civica         | Sindaco | [ 8 ] |
| 29 aprile 2019   | 11 giugno 2024   | Tania Venuto        | lista civica         | Sindaco | [ 8 ] |
| 12 giugno 2024   | in carica        | Lillo Pistone       | lista civica         | Sindaco | [ 8 ] |

### Altre informazioni amministrative
Il comune di Spadafora fa parte delle seguenti organizzazioni sovracomunali: regione agraria n.9 (Colline litoranee di Milazzo).

## Geografia antropica

### Frazioni

#### Il borgo di San Martino

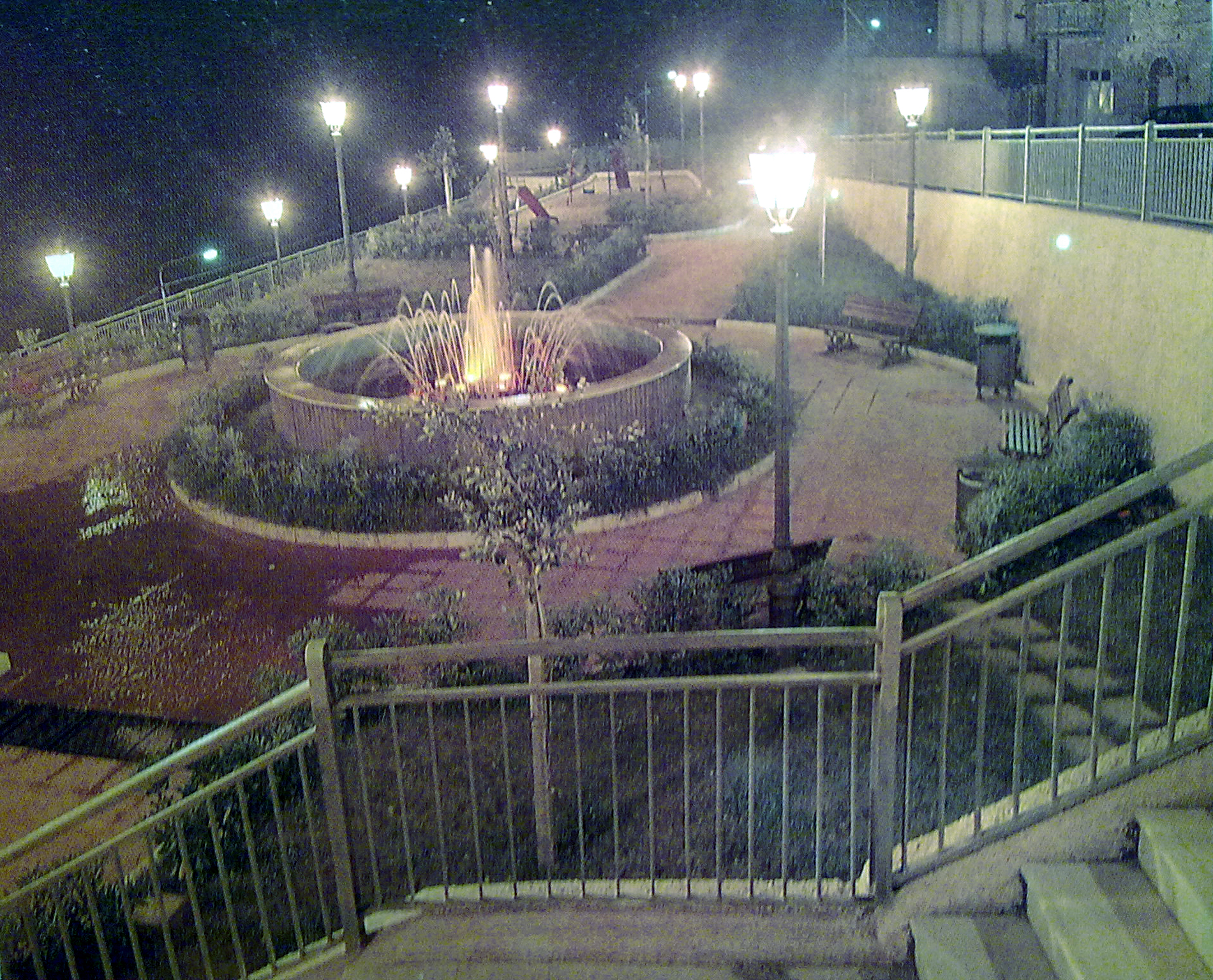
San Martino: Piazza Santa Colomba

Non lontano dal centro cittadino di Spadafora sorge il borgo di San Martino di cui, fino al 1817, Spadafora era frazione. Di 
origini antichissime, il feudo di San Martino constava di cinque casali, così come si evince da un registro dell'imperatore 
Federico II.
Vi sorge un'antica chiesa dedicata al santo che dà il nome al borgo; una notevole opera d'arte è costituita da un antico crocifisso 
ligneo, risalente al XVII secolo; attualmente è custodito da abitanti della frazione.
L'attività economica prevalente di San Martino è quella agricola.
Il 10 dicembre del 1990, nel corso di un'affollata cerimonia, è stata inaugurata la nuova piazza Santa Colomba che domina il pendio 
sovrastante Spadafora; la piazza offre spazi di ricreazione e di distensione con al centro una fontana circolare circondata da 
aiuole.

#### Grangiara
La frazione di Grangiara è situata a 1500 metri dal centro di Spadafora.
Nel borgo sorge la Chiesa della Madonna del Carmine, che, costruita agli inizi dell'Ottocento, mantiene tutt'oggi le originarie 
caratteristiche di semplicità ed essenzialità. Da alcuni decenni è passata sotto la giurisdizione della curia di Messina.
La statua della Madonna posta sopra l'altare maggiore è stata realizzata verso il 1955; in seguito è stata restaurata da artigiani 
di Barcellona. La nicchia dove oggi è collocata è stata costruita artigianalmente dal mastro muratore C. Sindoni, nel 1958.
Le risorse economiche prevalenti sono quelle agricole, con produzione di olio e vino molto pregiato. Una consistente voce per 
l'economia di questo borgo è la produzione di agrumi, soprattutto limoni.

## Infrastrutture e trasporti

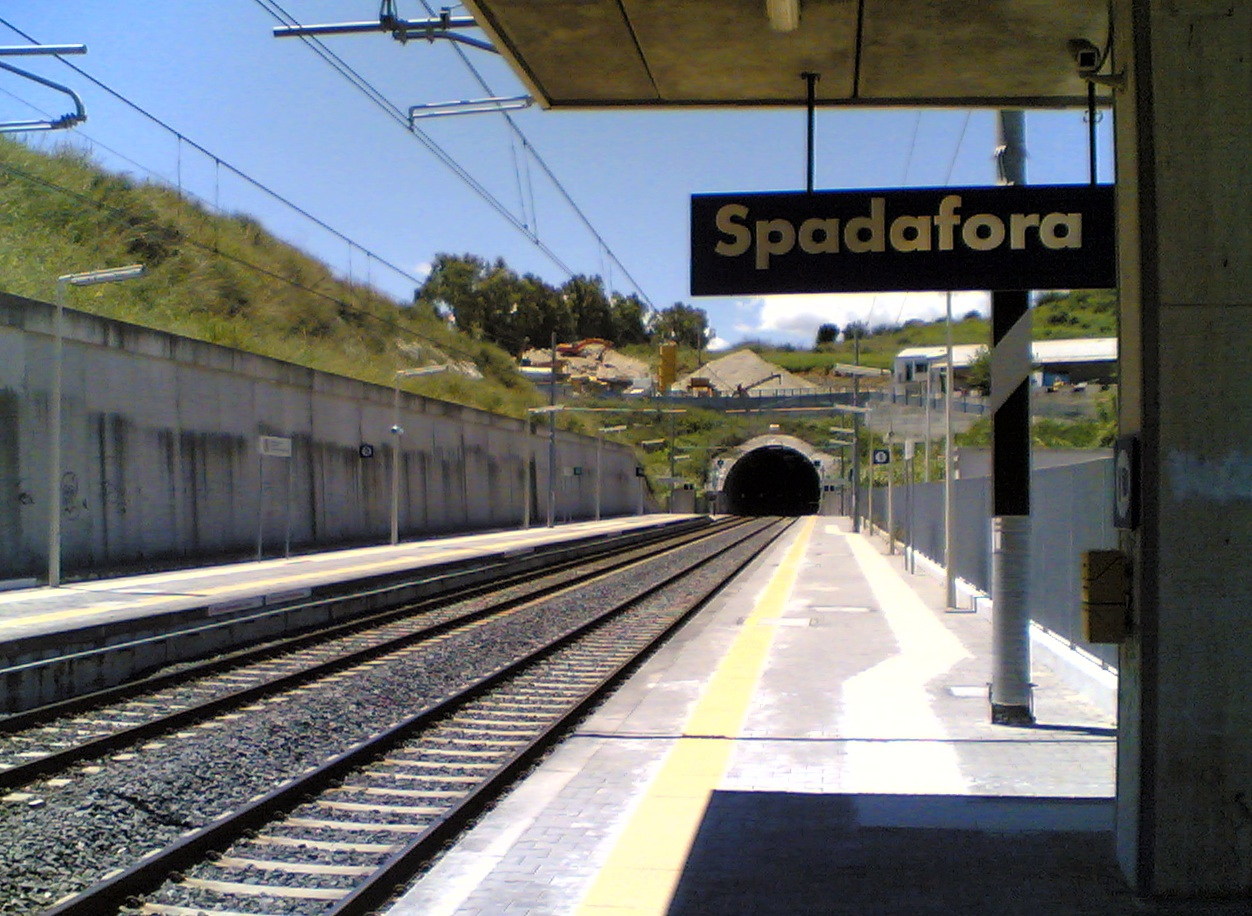
Vista della nuova stazione di Spadafora

Posta lungo la Strada statale 113, fra il 1890 e il 1932 la località era servita dalla tranvia Messina-Barcellona della SATS.
Spadafora è dotata di una stazione ferroviaria realizzata ex novo nel 2009 contestualmente alla modifica del tracciato della linea Palermo-Messina.

## Sport
La Spadaforese era una delle squadre più vecchie della Sicilia, nata nel 1922, ha militato per molti anni nei massimi campionati regionali.